# Universidad Samford
La universidad Samford es una universidad cristiana bautista en Homewood (Alabama).
Fundada en 1841, es la 87.ª institución más antigua de educación superior en los Estados Unidos, y la universidad privada mejor posicionada de Alabama.
En la universidad están matriculados 5,619 estudiantes de 44 estados y 30 países. La Universidad Samford ha sido clasificada nacionalmente por programas académicos, valor y asequibilidad por Kiplinger's Personal Finance y The Princeton Review.

## Historia
En 1841 se fundó con el nombre de Howard College en Marion, Alabama.  Una parte del terreno fue donada por el reverendo James H DeVotie, que trabajó en el consejo de administración durante 15 años y fue el presidente durante 2 de ellos. La primera donación de dinero, que fue de 4000 dólares, la realizó Julia Tarrant Barron y tanto ella como su hijo también donaron parte de sus terrenos.
La universidad se creó después de que la convención estatal bautistas de Alabama decidiera construir una escuela para niños en Perry County, Alabama.
Los primeros 9 estudiantes empezaron sus estudios en enero de 1842 con un currículum tradicional de idiomas, literatura y ciencias. Durante los primeros años se graduaron allí importantes oradores tales como Thomas G. Keen, Joseph Walters Taylor, Noah K. Davis y Samuel Sterling Sherman. En octubre de 1854, un incendio destruyó todo y, mientras la universidad era reconstruida, empezó la guerra civil.
En 1965, cuando ya contaba con varias facultades, cambió de nombre a Universidad Samford, en memoria de Frank Park Samford, un histórico fideicomisario de la institución.
En 1887, la junta directiva de Howard College aceptó bienes raíces y financiación de la ciudad de Birmingham, Alabama, y trasladó la institución allí. Los profesores que permanecieron en Marion formaron el Instituto Militar Marion (MMI) en el antiguo campus.  MMI continúa operando en Marion.

### SigloXX

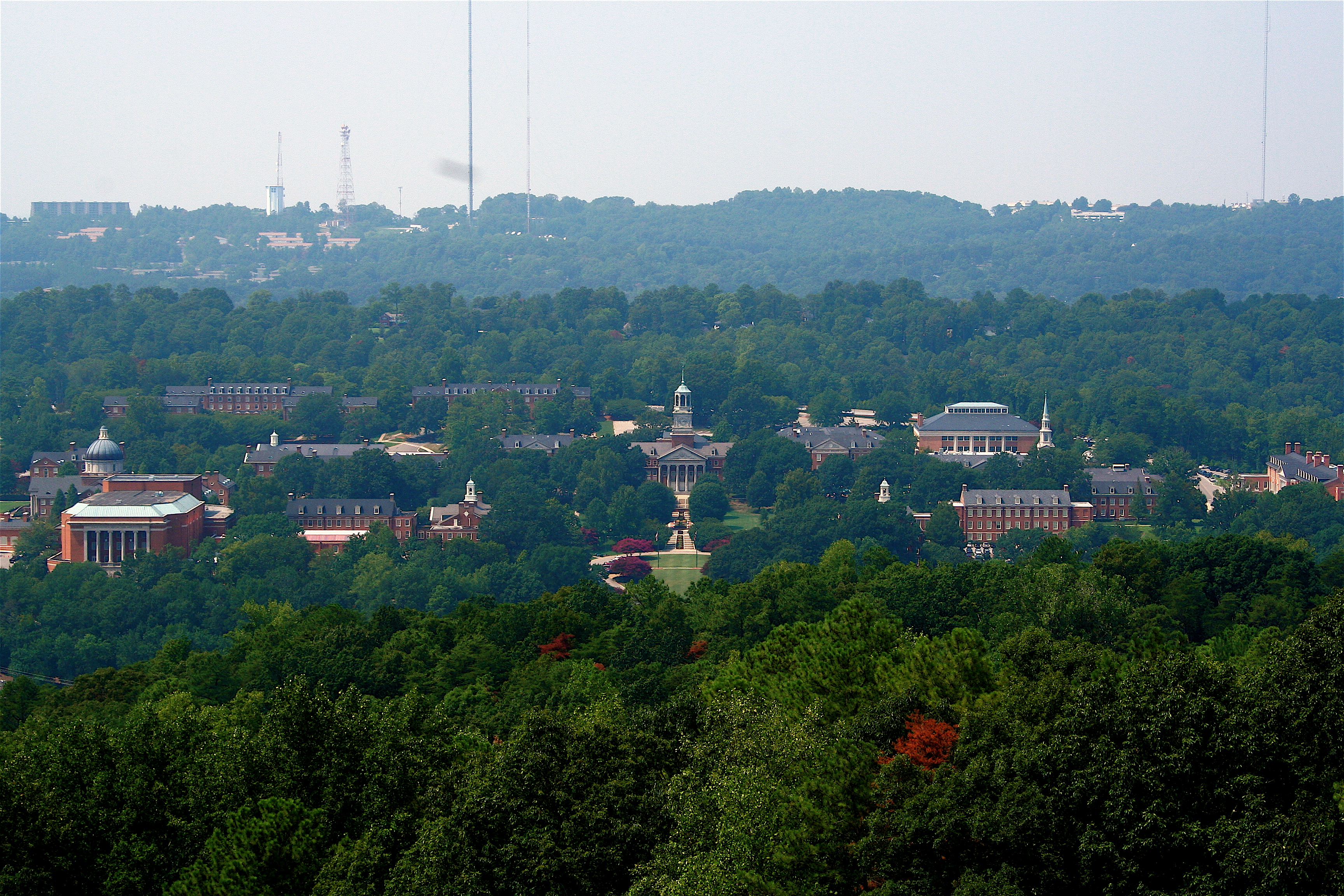
Vista aérea del campus de la Universidad de Samford.

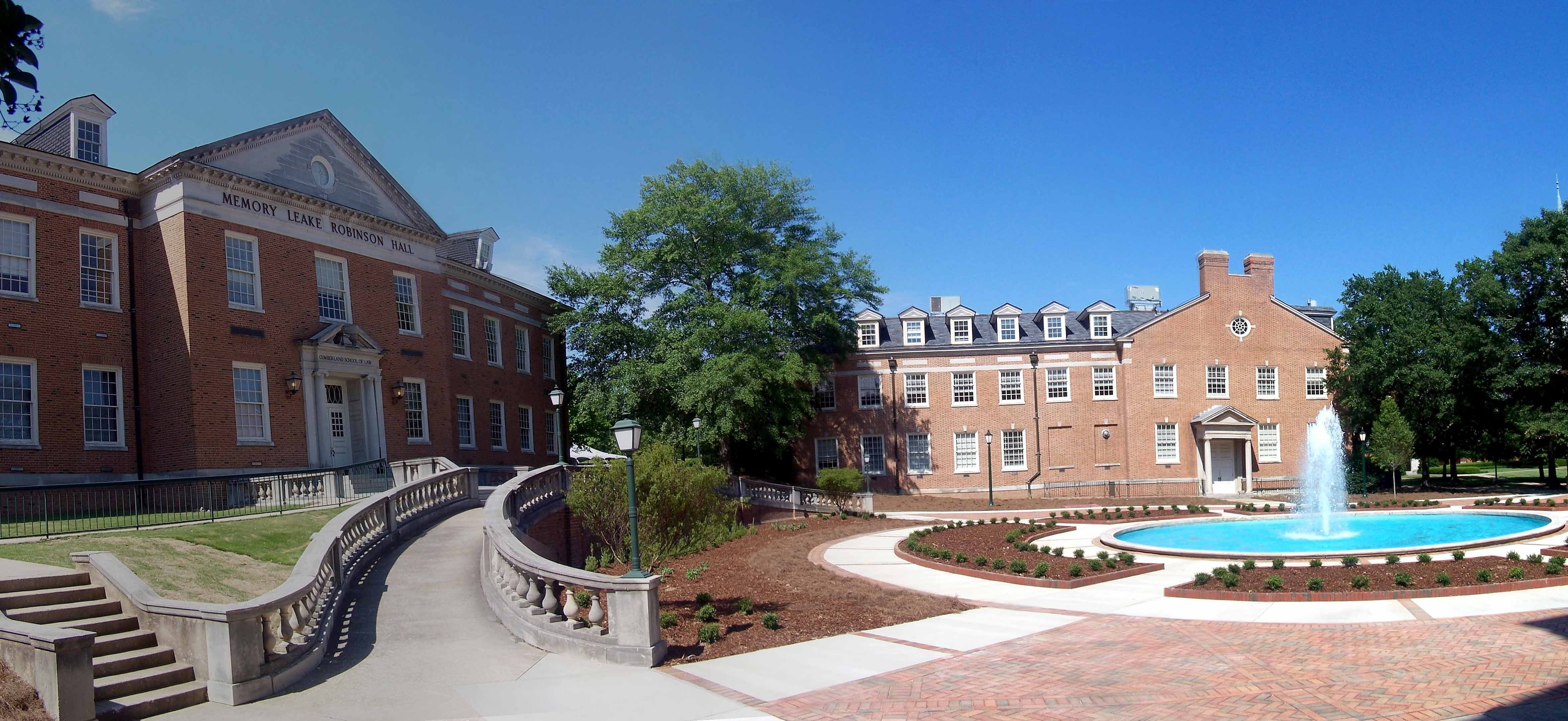
Cumberland School of Law in 2006

En 1913, la universidad pasó a ser total y permanentemente mixta. Howard College añadió su Escuela de Música en 1914 y la Escuela de Educación y Periodismo al año siguiente. La universidad introdujo su Departamento de Farmacia en 1927. En ese momento, era el único programa de este tipo en el sureste de Estados Unidos.  Durante la Segunda Guerra Mundial, Howard College organizó un programa de entrenamiento universitario de la Marina V-12, que permitía a los marineros alistados obtener títulos universitarios mientras recibían entrenamiento militar.  
Después de la guerra, la cantidad de veteranos que asistían a la universidad bajo el GI Bill impulsó la inscripción más allá de su capacidad. La universidad se mudó a Shades Valley en Homewood, Alabama. La construcción del nuevo campus comenzó en 1955. Se inauguró en 1957.  En 1961, la universidad adquirió laFacultad de Derecho de Cumberland, una de las facultades de derecho más antiguas del país. 
Además de la facultad de derecho, Howard College añadió una nueva escuela de negocios y se reorganizó para alcanzar el estatus de universidad en 1965.  Dado que el nombre "Universidad Howard" ya estaba en uso en una escuela en Washington D. C., Howard College pasó a llamarse "Universidad Samford" en honor a Frank Park Samford, administrador de la escuela desde hace mucho tiempo.  En 1973, la universidad adquirió la Escuela de Enfermería Ida V. Moffett.  La Universidad de Samford estableció un centro de estudios en 1984 para que los estudiantes estudiaran en el extranjero en Kensington, Inglaterra.  El 21 de septiembre de 1989, un profesor de la Universidad de Samford, William Lee Slagle, apuñaló mortalmente a uno de los estudiantes de su equipo de debate y escapó. Slagle fue finalmente capturado seis meses después. 
En 1994, el consejo de administración de Samford votó para permitir que el consejo eligiera a sus propios miembros. Esto le dio a la universidad independencia formal de la Convención Estatal Bautista de Alabama, pero hasta 2017, los líderes de la convención retuvieron puestos exofficio en la junta, fueron consultados sobre la selección de los fideicomisarios y los nuevos fideicomisarios fueron presentados a la convención para su afirmación.  

### Derechos civiles
Como institución privada y segregada, la Universidad de Samford estaba hasta cierto punto aislada de las actividades de los líderes y manifestantes del Movimiento por los Derechos Civiles en los años cincuenta y principios de los sesenta. Los funcionarios de la Asociación de Gobierno Estudiantil de Samford desafiaron un concierto segregado celebrado en el campus por la Sinfónica de Birmingham invitando como invitados a los funcionarios del gobierno estudiantil del cercano Miles College,  una escuela históricamente negra.
La segregación por parte de universidades privadas fue prohibida por la Ley de Derechos Civiles de 1964. Inicialmente, los líderes de la escuela se negaron a expresar su compromiso con la abolición de la segregación. Por ejemplo, la universidad se negó a solicitar el Programa de Préstamos Estudiantiles de la NDEA para 1965-66 porque tendría que afirmar la abolición de la segregación.  La Facultad de Derecho de Cumberland enfrentó el mayor riesgo inmediato de perder la acreditación. En 1967, admitió a la primera estudiante negra de Samford, Audrey Lattimore Gaston.  Toda la universidad procedió a la eliminación de la segregación.  En el otoño de 1969, Elizabeth Sloan Ragland se convirtió en la primera estudiante afroamericana que vivió en el campus.  El 1 de junio de 2020, la universidad anunció la instalación de un monumento en honor a "los sacrificios de muchos afroamericanos por la misión y visión de la Universidad de Samford, incluso en días en que sus esfuerzos eran invisibles o apenas reconocidos". Nombraba específicamente a Gaston y a un sirviente esclavizado llamado Harry que murió mientras salvaba a los estudiantes del incendio de 1854.  El 15 de febrero de 2022 se llevó a cabo una dedicación pública del monumento. 

### SigloXXI
Andrew Westmoreland fue nombrado presidente de la universidad en 2006.  Ese año, se inauguró el Jane Hollock Brock Recital Hall como parte del complejo de bellas artes de la universidad. En 2011 se inauguró una nueva instalación de atletismo y fútbol, parte de una expansión de una década de nuevas instalaciones deportivas que incluían un centro de tenis, un estadio de baloncesto, una cancha de fútbol y un estadio de sóftbol.  Para el año académico 2016-17, los impactos económicos y fiscales de la universidad en Alabama fueron $ 424,8 millones, 2424 puestos de trabajo, $ 16,1 millones en impuestos estatales sobre la renta y las ventas y $ 6 millones en impuestos locales sobre las ventas.  En 2013, la universidad estableció una nueva Facultad de Ciencias de la Salud, que incluye la Escuela de Enfermería Ida V. Moffett y la Escuela de Farmacia McWhorter existentes, y la recién creada Escuela de Profesiones de la Salud y la Escuela de Salud Pública.  La decana de la escuela de enfermería, Nena Sanders, fue nombrada vicerrectora de la nueva universidad y, después de su jubilación en 2020, la escuela de enfermería pasó a llamarse Escuela de Enfermería Moffett & Sanders.  En 2013, la universidad anunció la construcción de una nueva instalación para albergar la Brock School of Business. En 2014, se inauguró el complejo residencial West Village. Ese diciembre, la universidad compró la sede adyacente de Southern Progress, una subsidiaria de Time, Inc., que alberga la Facultad de Ciencias de la Salud.  
La universidad puso fin a su larga conexión financiera con la Convención Estatal Bautista de Alabama en julio de 2017 cuando los fideicomisarios anunciaron que ya no aceptarían fondos de la convención.  Más tarde ese año, Samford y la convención estatal acordaron que Samford ya no presentaría su lista de fideicomisarios a la convención para su afirmación y que los funcionarios de la convención ya no tendrían un puesto ex officio en la junta. Esto puso fin a aspectos clave de la conexión formal de Samford con la convención estatal que había existido durante décadas. Aun así, según la propia regla de los fideicomisarios, todos los fideicomisarios deben ser miembros de iglesias bautistas y el 75% de Alabama.   Samford es un socio colaborador del Consejo de Colegios y Universidades Cristianas.  En agosto de 2020, Westmoreland anunció que se jubilaría el 30 de junio de 2021.  El 10 de marzo de 2021, se anunció que será sucedido por el presidente de la Universidad de Whitworth, Beck A. Taylor.  Taylor asumió el cargo el 1 de julio de 2021.
En mayo de 2022, la universidad recibió una donación de 100 millones de dólares del patrimonio del exalumno Marvin Mann,  lo que la convierte en la donación más grande de un solo donante jamás realizada a una institución de educación superior en Alabama. 

### Derechos LGBTQ
Samford ha estado involucrado en varios incidentes muy publicitados en los que la universidad rechazó las solicitudes de estudiantes LGBTQ+ de formar organizaciones estudiantiles o se negó a trabajar con grupos cristianos que afirmaban LGBTQ+. En 2017, el presidente Westmoreland rechazó Samford Together, una organización que buscaba crear un espacio para que los estudiantes discutieran temas relacionados con la orientación sexual y la identidad de género “en un ambiente abierto y de aceptación”, a pesar de que la organización había sido aprobada tanto por el Asociación de Gobierno Estudiantil y la facultad. 
Acciones similares volvieron a ocurrir en 2022. A finales de agosto, la administración de Samford “no invitó” a representantes de los ministerios universitarios episcopales y presbiterianos a un evento en el campus porque estos ministerios estaban afirmando a las personas LGBTQ+. Al justificar la medida, el vicepresidente de Asuntos Estudiantiles, Phil Kimrey, afirmó: "A lo largo de su historia, la universidad ha suscrito y practicado constantemente creencias bíblicamente ortodoxas" y "la universidad tiene la responsabilidad de asociarse formalmente con organizaciones ministeriales que comparten nuestras creencias".   Las protestas en el campus contra el cambio incluyeron una vigilia silenciosa afuera de un servicio de adoración en toda la universidad el 20 de septiembre.  El 30 de septiembre, el presidente Beck Taylor declaró más explícitamente en un mensaje de vídeo que "decidimos limitar las asociaciones ministeriales formales de Samford a iglesias y organizaciones que apoyan la visión tradicional de Samford sobre la sexualidad humana y el matrimonio."  Esto puso fin a la relación de casi treinta años de Samford con los Ministerios del Campus Episcopal de Birmingham.  En octubre, Taylor declinó el reconocimiento universitario a un capítulo de OUTLaw en la Facultad de Derecho Cumberland de Samford. OUTLaw es una organización nacional que apoya a los estudiantes de derecho LGBTQ+.  
A partir de 2023, se formó un grupo de estudiantes fuera del campus, Samford Prism, para apoyar a los estudiantes LGBTQ+. Otro grupo de exalumnos y otros miembros de la comunidad, SAFE Samford, también abogó por los estudiantes. 

## Académico

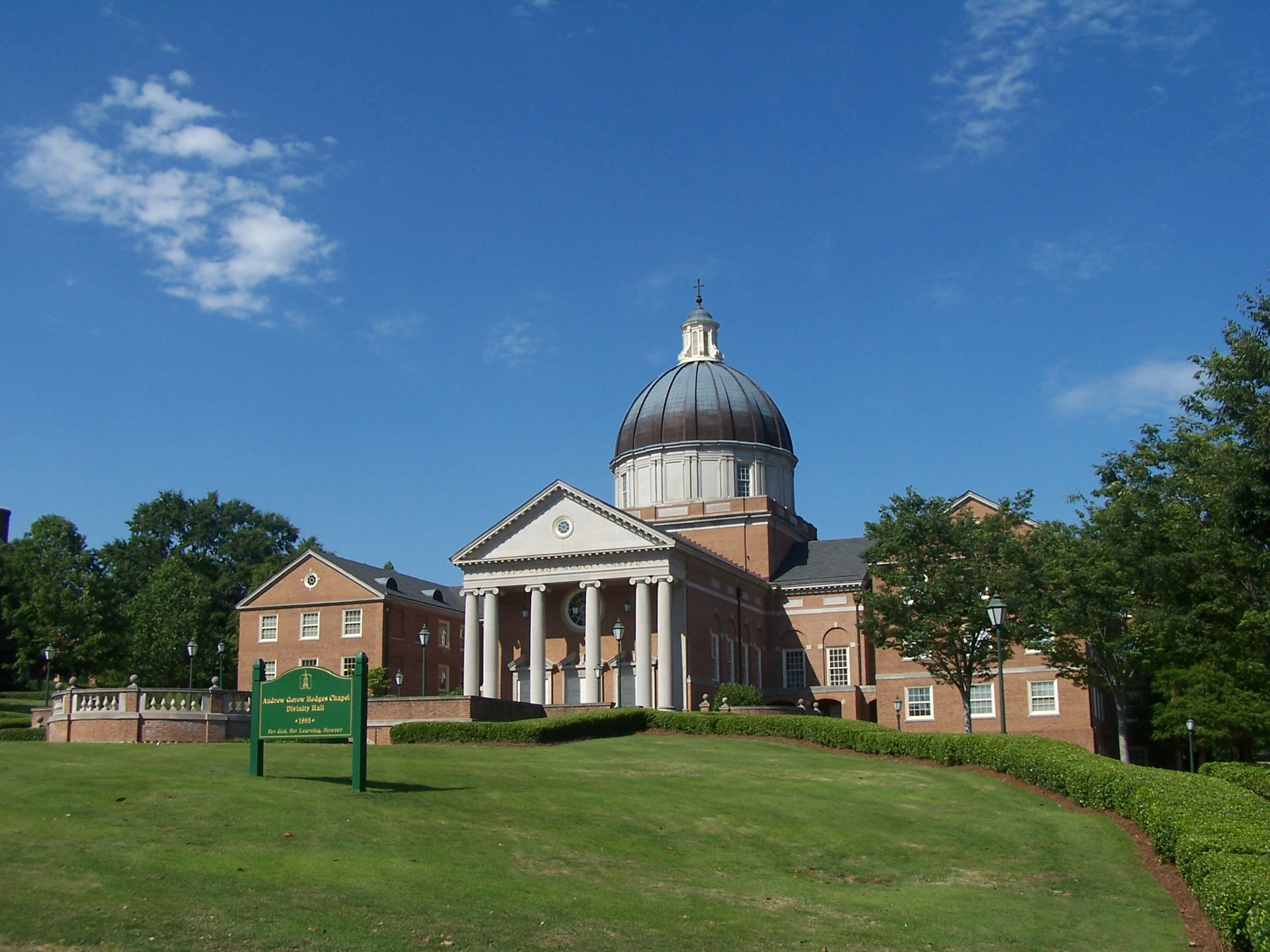
Escuela de Divinidad Beeson

Samford, una universidad cristiana,  ofrece programas de pregrado y posgrado, con 170 especialidades, menores y concentraciones de pregrado.  La universidad está dividida en la Escuela de Artes, Howard College of Arts and Sciences, Brock School of Business, Beeson Divinity School, Orlean Beeson School of Education, Cumberland School of Law, Moffett & Sanders School of Nursing, McWhorter School of Pharmacy, Escuela de Profesiones de la Salud y Escuela de Salud Pública. La proporción de profesores por estudiantes en la Universidad de Samford es de 1:13.  Aproximadamente dos tercios de las clases de la universidad tienen menos de 20 estudiantes.  

### Admisiones
En 2023, la universidad aceptó el 83,3% de los solicitantes, y los admitidos tenían un GPA promedio de 3,8 y un puntaje SAT promedio de 1160 o un puntaje ACT promedio de 26. 

## Instalaciones
Samford se ha mudado cuatro veces durante su historia. Originalmente, Howard College estaba ubicado en Marion, Alabama, una ciudad del cinturón negro entre Selma y Tuscaloosa; Más tarde fue el lugar de nacimiento de Coretta Scott King. La universidad se mudó dos veces a la ciudad. Su segundo campus es ahora el hogar del Instituto Militar Marion. En 1887, la universidad se mudó a la comunidad de East Lake en Birmingham, frente a la Iglesia Bautista Ruhama. La universidad ahora está ubicada aproximadamente 5 millas (8 km) al sur del centro de Birmingham en Homewood, Shades Valley de Alabama, a lo largo de Lakeshore Drive en Homewood, a solo 2 millas (3 km) de la Interestatal 65. Está construido en el estilo colonial georgiano basado en Colonial Williamsburg según lo previsto por Lena Vail Davis, esposa del entonces presidente Harwell Davis cuando el campus se trasladó al área de Shades Valley del condado de Jefferson en 1953-57.  El campus fue diseñado por el estudio de arquitectura de Birmingham Van Keuren & Davis, y la mayoría de los edificios posteriores también han sido diseñados por el mismo estudio, conocido como Davis Architects desde 1986. 
En 1983, la universidad estableció un centro de estudios en Londres, Inglaterra, para facilitar que los estudiantes estudiaran en el extranjero. Llamado Daniel House, el centro está ubicado en 12 Ashburn Gardens en South Kensington y alberga entre 15 y 24 estudiantes cada semestre. 
En 2014, la universidad compró el campus de Southern Progress Corporation, que limita con su campus principal al este. (El terreno había sido originalmente parte del campus no desarrollado de Samford y Samford lo vendió anteriormente a Southern Progress). Los tres enormes edificios en el antiguo campus de Southern Progress son sorprendentemente modernos en su arquitectura y están ubicados entre árboles. Esto contrasta con el clasicismo colonial georgiano del campus central. 

## Demografía estudiantil
En 2023, la Universidad de Samford inscribió a 3.832 estudiantes universitarios y 1.959 estudiantes graduados y profesionales.  Estudiantes de 49 estados y 16 países asisten a Samford,  y el 74 por ciento del cuerpo estudiantil de pregrado proviene de fuera del estado de Alabama.  El 97 por ciento de todos los exalumnos universitarios de mayo de 2019 estaban empleados o matriculados en una escuela de posgrado o en pasantías dentro de los seis meses posteriores a la graduación.   El 81 por ciento de los graduados de mayo de 2015 completaron una pasantía durante su estancia en Samford.  Durante 2015, los estudiantes de Samford completaron 716,902 horas de servicio comunitario. 

## Atletismo
La universidad practica 17 deportes universitarios y participa en la NCAA en el nivel de la División I como miembro de la Conferencia Sur.  Los deportes masculinos incluyen béisbol, baloncesto, campo a través, fútbol, golf, tenis y atletismo bajo techo y al aire libre. Los deportes femeninos incluyen baloncesto, campo a través, golf, fútbol, sóftbol, tenis, atletismo bajo techo y al aire libre y voleibol.
En el informe de 2013 de la NCAA, los estudiantes-atletas de Samford lograron una tasa de progreso académico promedio de 990, la más alta de Alabama.  Marcó el octavo año consecutivo en que Samford ha sido líder en medidas de APR, comenzando en 2005 cuando ocupó el séptimo lugar a nivel nacional en el ranking inaugural.  La universidad es una de las 61 escuelas que ha recibido un Premio de Reconocimiento Público de la NCAA por su excelencia académica en los últimos ocho años. 
En 2019, los equipos de atletismo de Samford ocuparon el primer lugar en Alabama y la Conferencia Sur y el puesto 18 en el país entre todas las escuelas de la División 1 de la NCAA en cuanto a la tasa de éxito de graduación de la NCAA con una puntuación promedio del 97%. Nueve equipos obtuvieron puntuaciones perfectas.  Samford ocupa el primer lugar entre las escuelas de la División I en Alabama y en la Conferencia Sur.
Los Bulldogs han ganado 74 campeonatos de conferencia desde que se unieron a la Conferencia Sur en 2008.  En los últimos 20 años, 28 jugadores de béisbol de Samford han sido seleccionados en el Draft de la Major League Baseball y 19 jugadores de fútbol Bulldog han sido elegidos en el Draft de la National Football League.  Los estudiantes-atletas anteriores incluyen a los entrenadores de fútbol del campeonato nacional Bobby Bowden  y Jimbo Fisher  el back defensivo All-Pro Cortland Finnegan,  Los destacados de la NFL incluyen a James Bradberry (Carolina Panthers), Michael Pierce (Baltimore Ravens) y Jaquiski. Tartt (San Francisco 49ers) y Phillip Ervin del béisbol, quien ha tenido éxito con los Rojos de Cincinnati.